# Geschichte der Stadt Tirschenreuth
Die Geschichte der Stadt Tirschenreuth lässt sich bis ins 10. Jahrhundert zurückverfolgen, als erste Spuren menschlichen Lebens in dem Gebiet auftauchten. Das erste Mal urkundlich erwähnt wurde der Ort als „Dursinrute“ im Jahr 1134 auf einer Schenkungsurkunde. Nachdem Tirschenreuth Anfang des 13. Jahrhunderts unter die Herrschaft des Klosters Waldsassen gekommen war, wurde der Ort kontinuierlich zum Zentrum des Stiftlandes ausgebaut und mit zwei großen Stadtteichen, die Tirschenreuth inselartig umgaben, befestigt. Mit der Erlangung der Stadtrechte 1364 wurde die Stellung als zentraler Ort der Region weiter gestärkt. Die Ermordung des Stiftshauptmannes Valentin Winsheim 1594 hatte für die Stadt eine Zeit der Rechtlosigkeit und Stagnation zur Folge, was durch den Dreißigjährigen Krieg noch erheblich verschlimmert wurde. Nach dem großen Stadtbrand von 1814 begann mit der Industrialisierung (Entwicklung der Porzellanindustrie) und der Eisenbahn eine rasante Entwicklung, die in den 1920er und 1930er Jahren ihren Höhepunkt hatte.

## Erste Besiedlung bis zum 14. Jahrhundert

### Vorgeschichte und erste Erwähnung
Die ersten Menschen, die im Gebiet des heutigen Tirschenreuths siedelten, waren vermutlich Slawen, die im 7. oder 8. Jahrhundert durch das Eger- und Wondrebtal kamen und sich dort niederließen. Die ersten Spuren menschlichen Lebens lassen sich erst für die Zeit von 938 bis 1057 nachweisen, als die Babenberger Markgrafen die Herrschaft über Bayern errungen hatten. Damals hatte Tirschenreuth eine große Bedeutung, von dort begann die deutsche Besiedlung des Egerlandes. Die erste urkundliche Erwähnung Tirschenreuths war im Jahr 1134. In einer Pergament-Urkunde mit dem Siegel des Regensburger Bischofs Heinrich I. von Wolfratshausen steht geschrieben:

„Es sei Kund allen Gläubigen Christi, daß Markgraf Diepold von Vohburg-Cham zum Seelenheil seiner Gemahlin Kunigunde zwei gleichbenannte Höfe, nämlich Wernisrute unserem Kloster mit bevollmächtigter Hand übergab, damit sie ewig zum Nutzen der dortigen Diener Gottes verbleibe. Hierfür sind Zeugen: Altmann von Eigenburch, Gebhardus von Luikenberg, Konrad von Biburch, Berthold von Scamobeten, Ulrich von Lumma, sein Bruder Pilgrin, Udalrich von Liebenstein, und sein Bruder Adalbero, Truchseß Adalbert und seine Brüder Konrad und Udalschalk, der Offizial Otto, der Pfarrer von Egire (Eger), der Pfarrer und Gundereben (Wondreb), der Pfarrer von Phidele (Beidl), der Pfarrer von Dursinrute (Tirschenreuth), der Pfarrer von Radewiche (Redwitz) und mehrere andere.“

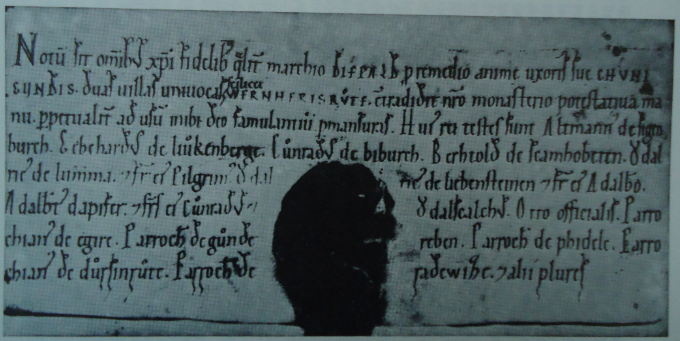
Urkunde von 1134

Der Ort befand sich 1138 im Besitz der Grafen von Leiningen, die ihn wahrscheinlich vom hohenstaufischen Herrscher Konrad III. als Lehen bekommen hatten. Anschließend kam Tirschenreuth in den Besitz der Herren von Hartenberg und später der Grafen von Ortenburg. Ende des 12. Jahrhunderts war die Gegend schon sehr belebt und um eine abwechslungsreiches Nahrungsangebot zu schaffen, wurde auf einer Fläche von 150 Tagwerk der obere Stadtteich zur Fischzucht angelegt.

### Tirschenreuth im Besitz des Klosters
1217 tauschte das Kloster Waldsassen das Gut Seebarn bei Rötz und zwei weitere Höfe, deren Überwachung und Verwaltung aufgrund der weiten Entfernung schwierig war, gegen den Gutsbezirk Tirschenreuth mit den Orten Großklenau, Höfen, Kleinklenau und Lohnsitz ein. Unter der Herrschaft des Klosters entstand in den Jahren 1217 bis 1219 der untere Stadtteich auf Veranlassung von Abt Hermann, indem der Abfluss der Waldnaab bei der heutigen Sägmühle abgeriegelt wurde. Dadurch lag Tirschenreuth auf einer Insel, die von zwei großen Teichen umgeben war. Bis zum Jahr 1260 hatte sich das Dorf Tirschenreuth so weit entwickelt, dass es Sitz eines Richters war. Um die Wende vom 13. zum 14. Jahrhundert wurde eine Stadtpfarrkirche an dem Platz erbaut, an dem noch heute die Stadtpfarrkirche Mariä Himmelfahrt steht. König Albrecht I. verlieh auf Veranlassung des Abtes Udalrich dem Ort im Jahr 1306 das Recht zur Abhaltung eines Wochenmarktes an jedem Dienstag, wodurch Tirschenreuth ein Markt wurde und die Bewohner eine bürgerliche Gemeinschaft bildeten.
Allmählich entwickelte sich das Gewerbe, was auch durch die Lage des Ortes an der Kreuzung der Handelswege von Regensburg und Nürnberg nach Eger begünstigt wurde. Der Waldsassener Abt Johann IV. ließ um das Jahr 1330 ein burgähnliches Schloss in Tirschenreuth erbauen, das nicht mehr existiert. Die Ostseite der Stadt wurde durch eine Stadtmauer mit halbrunden Mauertürmen und zwei Stadttoren geschützt; in dieser Zeit entstand auch der Klettnersturm am südlichen Ende der Mauer. Unter dem Abt Johann V. wurde Tirschenreuth auf Bitten der Bürger 1364 das Stadtrecht verliehen, wodurch Bürgermeister und Rat die Gemeindeverhältnisse selbst ordnen durften, aber dennoch unter der Botmäßigkeit des Klosters standen. Erst im Jahre 1470 erlangte das Kloster die vollständige Herrschaft über sein Gebiet nach einem Vergleich wieder zurück und Abt Nikolaus IV. ließ die entstandenen Schäden, unter anderem am Tirschenreuther Schloss, ausbessern.

## Vom Ende des Mittelalters bis zur Mitte des 17. Jahrhunderts

### Hussitenkriege und Landshuter Erbfolgekrieg

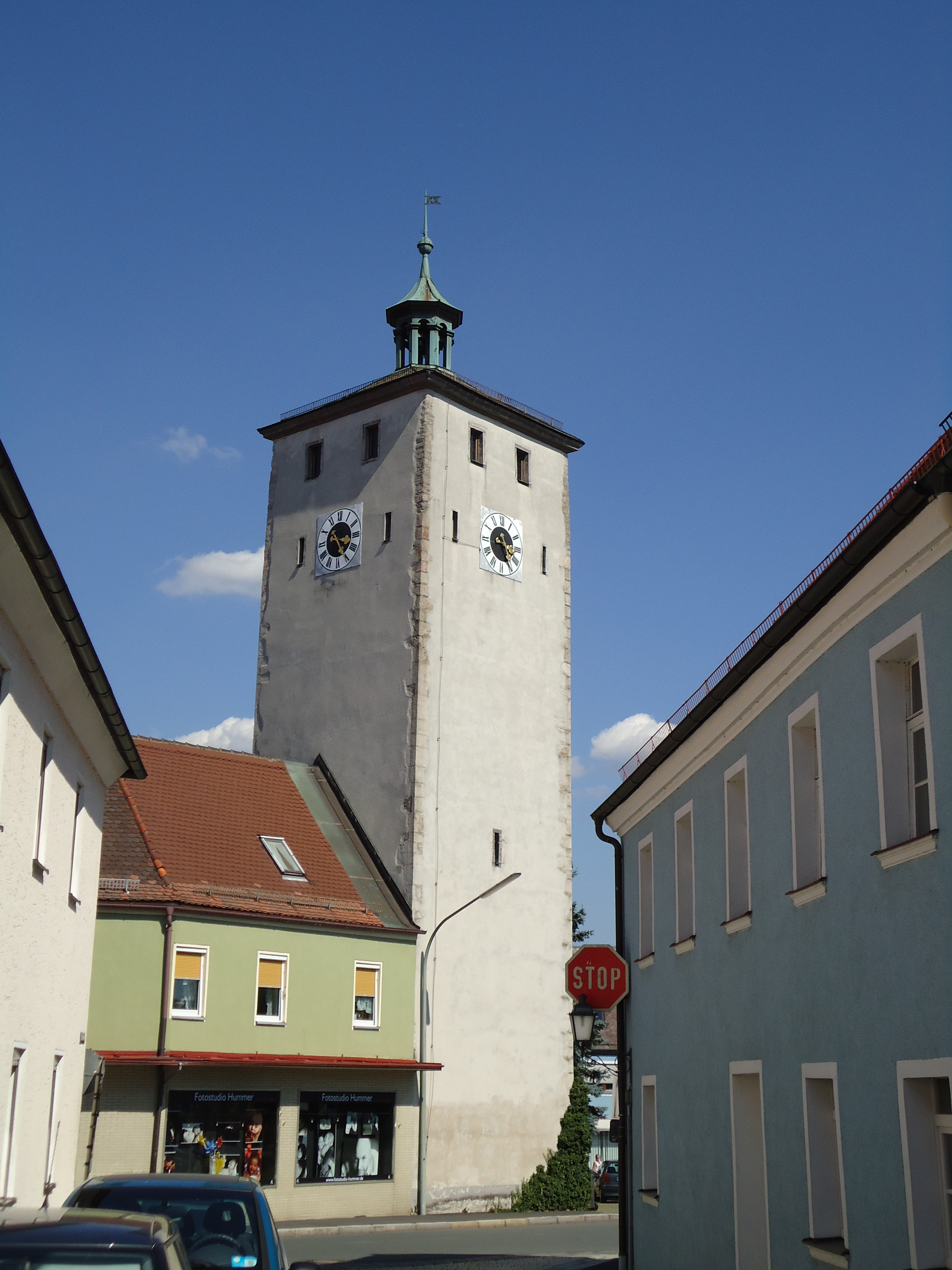
Der Klettnersturm wurde 1529 um zwei Stockwerke erhöht

Nach dem Tod König Ruprechts III. wurde der Waldsassener Abt Konrad II. von ihm feindlich gesinnten Mönchen abgesetzt und von Bartholomäus Ermesreuther als Abt abgelöst. Konrad begab sich unter dem Schutz des Pfalzgrafen Johann auf die Burg Falkenberg, sein Widersacher Bartholomäus bat Friedrich VI. von Nürnberg um Schutz, der Tirschenreuth mit Truppen besetzen ließ. 1414 zog Pfalzgraf Johann mit Söldnern heran und belagerte die Stadt. Nach kurzer Zeit der Belagerung ließ der Pfalzgraf den Staudamm des unteren Stadtteiches abgraben und konnte so in den Ort eindringen und sämtliche Gegner gewaltsam vertreiben.
Die Hussitenkriege trafen auch das Kloster Waldsassen und das Stiftland schwer. Beim Einmarsch des Reichsheeres in Böhmen 1422 war Tirschenreuth Hauptquartier und Quartier für einen Teil der Streitkräfte und beim Einfall der Hussiten im Jahr 1428 wurden Tirschenreuth und viele Märkte und Dörfer überfallen, niedergebrannt und ausgeraubt. Bei einem erneuten böhmischen Einfall um das Jahr 1462 in das Gebiet Waldsassen erlitt Tirschenreuth erheblichen indirekten Schaden und wurde nach einem Hilferuf des Abtes an den Pfalzgrafen Otto II. und den bayerischen Herzog Ludwig IX. mit pfälzischen Truppen besetzt. Im Juli 1475 zerstörte der erste größere Brand die Hälfte der Stadt.
Während des Landshuter Erbfolgekrieges (1504/1505) stand das Stift Waldsassen und seine Besitzungen unter dem Schutz des Pfalzgrafen Ruprecht von der Pfalz und hatte somit nördlich und westlich seines Herrschaftsgebietes Feinde, die in das Stiftland einfielen, mordeten und plünderten. Als im Jahr 1504 der Hauptmann und Pfleger von Wunsiedel, Alexander von Lüchau, das Kloster in Waldsassen plünderte, floh der Abt Georg I. nach Tirschenreuth. Inwieweit die Stadt in dem Krieg in Mitleidenschaft gezogen wurde, ist nicht bekannt. Nach einigen Jahren des Friedens entbrannte 1522 erneut ein Streit um die Schutzherrschaft des Klosters zwischen dem Pfalzgrafen und Kurfürsten Friedrich II. und den Äbten, was schließlich mit der Flucht des Abtes Nikolaus V. endete. Friedrich II. ließ seinen Amberger Landrichter mit Soldaten in Tirschenreuth einrücken und betraute eigene weltliche Personen mit der Verwaltung der Stadt; 1525 kam der Kurfürst selbst nach Tirschenreuth und ließ sich als Landesherr huldigen. Abt Nikolaus V., der mittlerweile wieder nach Waldsassen zurückgekehrt war, wandte sich an das kaiserliche Kammergericht in Esslingen am Neckar und bewirkte, dass die Herrschaft über das Stiftland wieder an das Kloster zurückgegeben werden musste. Die Herrschaft des Klosters währte allerdings nicht lange, denn schon 1543 besetzte Friedrich II. erneut das Kloster in Waldsassen und der neue Abt willigte gezwungenermaßen ein, ihn als Landesherrn anzuerkennen,
die Selbstständigkeit des Stiftes endgültig aufzugeben und die evangelisch-lutherische Konfession anzunehmen. Während Friedrich II. noch keine gewaltsamen Eingriffe in die Religionsangelegenheiten der Bevölkerung des Stiftlandes vornahm, tat dies sein Nachfolger Ottheinrich umso eifriger. Kurze Zeit nach seinem Amtsantritt im Jahr 1556 schickte er den ersten protestantischen Prediger nach Waldsassen. So kam es, dass sich zum Zeitpunkt seines Todes 1559 bereits viele der Bürger zu der neuen Religion bekannten.
Nach einem zweijährigen Aufenthalt in Waldsassen ließ sich der Herzog Reichard von Pfalz-Simmern in Tirschenreuth nieder, wo er im Fischhof wohnte, sorgte für eine Verbesserung der Straßen und Wege und verschaffte den Bürgern Vorteile im Handel, bevor er wieder in sein Fürstentum Simmern zurückkehrte.

### Ermordung von Valentin Winsheim

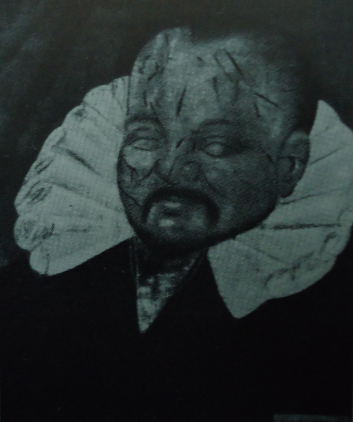
Bildnis von Valentin Winsheim nach seiner Ermordung durch die Bürger der Stadt

Nachdem Pfalzgraf Friedrich IV. an die Macht gekommen war, bemühte er sich, seinen Untertanen, die erst vor einigen Jahrzehnten dem Katholizismus abschwören hatten müssen, den Calvinismus aufzuzwingen, was in der Bevölkerung auf erheblichen Widerstand stieß. So schickte die Amberger Regierung den Oberamtmann Valentin Winsheim ins Stiftland, um die Beschlüsse und Anweisungen des Pfalzgrafen umzusetzen. Am Abend des 24. Februar 1592 spitzte sich der Konflikt zwischen den Bürgern der Stadt und dem pfälzischen Beamten Winsheim in dem Maße zu, dass er drohte, den Ort anzuzünden, wenn sie nicht seinen Anordnungen Folge leisten würden. Valentin Winsheim wurde schließlich von einem wütenden Mob auf dem Marktplatz mit Gewehren, Hellebarden und Spießen totgeschlagen.
Die Folgen dieses Mordes waren schwerwiegend für den Ort. Zunächst wurden die Bürgermeister und Räte abgesetzt, der Stadt alle Rechte entzogen und eine Untersuchungskommission zur Untersuchung des Tathergangs eingesetzt. Die Haupttäter flohen bereits kurz nach der Tat ins benachbarte Böhmen.
Zwei Jahre lang ruhten die Untersuchungen, bevor 1594 wieder eine Kommission eingesetzt wurde. Nach dem Verhör von mehr als hundert Zeugen wurden die Ergebnisse an die Regierung in Heidelberg gesandt, die sie zur Beurteilung an mehrere Universitäten weiterleitete. Die juristische Fakultät der Ruprecht-Karls-Universität Heidelberg teilte mit, man solle sechs der Hauptbeteiligten mit dem Schwert töten. Aus Ingolstadt wurde empfohlen, einen der Täter zu rädern, vier durch das Schwert zu töten und einen an der Pranger zu stellen und ihn anschließend des Landes zu verweisen. Die Universität Altdorf entschied, man sollte fünf der Männer mit dem Schwert richten und einen mit Landesverweis bestrafen. Die Philipps-Universität Marburg kam zu dem Ergebnis, dass vier Männer gerädert und zwei durch das Schwert getötet werden sollten. Die Regierung wartete aber nicht auf die Beurteilungen der Universitäten, sondern entschied selbst über die Strafen der Schuldigen.
Nach zweijähriger Tätigkeit wurden am 22. September 1596 drei Haupttäter hingerichtet, zwei weitere Männer erlitten im November desselben Jahres das gleiche Schicksal. Eigentlich sollten ursprünglich noch mehr Menschen hingerichtet werden, man entschloss sich aber, Gnade walten zu lassen und sie zu ewigem Landesverweis und Konfiszierung ihres halben Vermögens oder hohen Geldstrafen zu verurteilen. Auch die Stadt selbst musste mit dem Entzug ihrer wichtigsten Freiheiten und der Zahlung einer hohen Geldstrafe büßen. Dafür musste Tirschenreuth Geld von verschiedenen Personen aufnehmen und von den Einwohnern die sogenannte Winsheimsche Umlage für die Begleichung der Schulden und Zinsen erheben. Erst als die Oberpfalz an den bayerischen Kurfürsten Maximilian I. überging, bekam Tirschenreuth wieder freie Hand.

### Dreißigjähriger Krieg

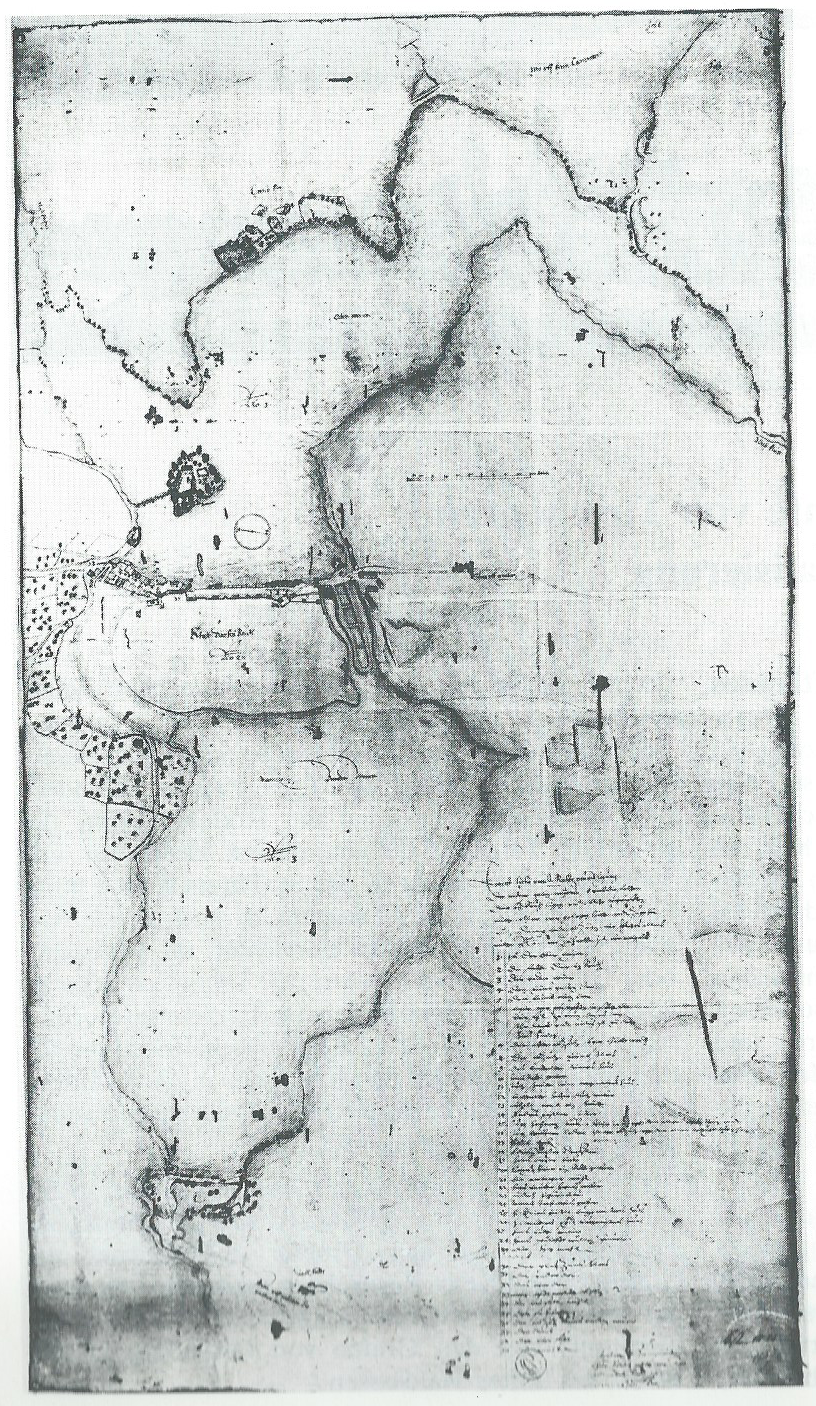
Karte von Tirschenreuth 1617 mit den beiden Stadtteichen und der Stadt auf einer Insel

Bei einem großen Brand im Jahr 1613, entstanden im untersten Eckhaus des Marktplatzes, wurden innerhalb weniger Stunden insgesamt 24 Wohnhäuser und 22 Nebengebäude, beinahe die Hälfte aller Häuser, zerstört.
Nach dem Ausbruch des Krieges 1618 diente Tirschenreuth oft als Quartier für Truppen unterschiedlicher Nationen. Am 16. April 1621 kam der englische Oberst Grey mit 500 Mann und 50 Pferden nach Tirschenreuth und drohte den Bewohnern so lange, bis sie ihm Unterschlupf gewährten. Er forderte Essen und Trinken sowie Hafer, Heu und Stroh, ohne dafür aufzukommen. Bereits zuvor hatte die Amberger Regierung angeordnet, die englischen Truppen einzuquartieren und mit Lebensmitteln zu versorgen. Wenig später bezogen auch deutsche Truppen Quartier, um einem feindlichen Einfall aus Böhmen zu begegnen. Nach dem siegreichen Vordringen des bayerischen Herzogs Maximilian I. musste sich auch Tirschenreuth unterwerfen. Weil er der Oberpfälzer Bevölkerung nicht vertraute, ließ er sie entwaffnen und machte sie wehrlos gegen Plünderungen. Außerdem lag dem Herzog daran, die evangelisch-lutherische Oberpfalz wieder an den katholischen Glauben zu binden.
Im Februar 1623 erkannte Kaiser Ferdinand II. dem Kurfürsten Friedrich V. die Kurwürde ab und so kam Tirschenreuth in den Besitz von Maximilian I. Dieser trieb die Wiedereinführung des katholischen Glaubens voran. Von ihm erhielt Tirschenreuth 1628 auch die städtischen Privilegien zurück, die wegen der Ermordung Winsheims entzogen worden waren.
Ein weiterer Großbrand ereignete sich im Jahr 1633, ausgelöst durch einen jungen Soldaten. Nachdem dessen Flinte zuerst versagt hatte, als er auf ein Haus schoss, entzündete sich beim zweiten Schuss ein Feuer, bei dem das Schloss, das Getreidelager nebenan, das Gefängnis, das Spital, das Kaplanhaus und der Kirchturm sowie 60 weitere Häuser und Scheunen zerstört wurden.
Am 27. Februar 1641 überfiel der schwedische Oberst Harant mit kleiner Truppe die Stadt, nachdem er zuvor den Fischhof niedergebrannt hatte. Dadurch waren die Bewohner so aufgeschreckt, dass sie aus Angst vor den schwedischen Feinden keinen Widerstand leisteten, sie in die Stadt eindringen ließen und auch die mehr als 3000 Gulden zahlten, die sie forderten. Um solchen Überfällen in Zukunft vorzubeugen, besetzte die kaiserliche Armee unter Erzherzog Leopold Wilhelm von Österreich 1646 Tirschenreuth, bis der Mangel an Lebensmitteln die Soldaten wieder vertrieb.
Im März 1648 kam der schwedische General Hans Christoph von Königsmarck, nachdem er Tachau eingenommen hatte, über Mähring mit seiner Truppe nach Tirschenreuth. Er ließ die Stadt besetzen und forderte sie zur Übergabe auf, was von den Bürgern abgelehnt wurde. Nach zwei erfolglosen Angriffen zog er ab und erschien am 6. April 1648 mit zwölf Schwadronen und schwerem Kriegsgerät sowie rund 100 gefangen genommenen Bauern erneut vor den Toren der Stadt. Dieses Mal verzichtete er auf einen Angriff, sondern ließ die Bauern den unteren Stadtteich abgraben, der Tirschenreuth zur Verteidigung diente. Die Stadt war nun zur Aufgabe gezwungen und öffnete die Stadttore. Damit befand man sich zum dritten Mal in diesem Krieg in schwedischer Gewalt. Die Truppen plünderten die durch die vielen Kriegsjahre bereits stark mitgenommene Stadt völlig aus; Tirschenreuth war am Ende des Dreißigjährigen Krieges ein armes Städtchen geworden.

## Mitte 17. Jahrhundert bis zum frühen 19. Jahrhundert

### Tirschenreuth erneut unter Herrschaft des Klosters
Nach dem Tod des bayerischen Kurfürsten Maximilian I. am 27. September 1651 bestieg sein Sohn Ferdinand Maria den bayerischen Thron und die Stadt Tirschenreuth unterstellte sich seiner Herrschaft, um eine Neubestätigung der städtischen Freiheiten und Privilegien zu erlangen, was 1666 geschah. Auf Wunsch seines verstorbenen Vaters und auch auf Drängen der Kurie und wegen des Mangels an Geistlichen und Lehrern wurden im Zuge der Rekatholisierung die Oberpfälzer Klöster, darunter auch das Kloster Waldsassen, wieder errichtet. Es erhielt fast seinen gesamten früheren Grundbesitz wieder, jedoch war es der Oberhoheit der Kurpfalz unterstellt. Um Streitigkeiten zwischen dem Kloster, das nun wieder die Herrschaft über Tirschenreuth besaß, und der Stadt vorzubeugen, wurden 1684 in einem Jurisdiktionsvergleich verschiedene Regeln über die Verteilung von Rechten von Kloster und Stadt festgestellt.
Im Spanischen Erbfolgekrieg unterlag der bayerische Kurfürst Maximilian II. Emanuel, der mit Frankreich verbündet war, den kaiserlichen Truppen im Jahre 1704. Bereits im Frühjahr 1703 rückten österreichische Truppen in das heutige Nordbayern vor und Ende des Jahres war schließlich die gesamte Oberpfalz durch Österreich besetzt. Tirschenreuth diente in den Jahren von 1703 bis 1714 den österreichischen Soldaten immer wieder als Quartier. Als am 23. Juli 1708 die Oberpfalz an Johann Wilhelm von der Pfalz übergeben wurde, bekam Tirschenreuth einen neuen Landesfürsten, der bis dahin der Bevölkerung völlig unbekannt war. Auch in den folgenden Jahrzehnten wurden die Stadt und das umgebende Stiftland von Kriegen und Hungersnöten gekennzeichnet.
Der Beginn des 19. Jahrhunderts war geprägt durch die Säkularisation in Bayern. Dabei wurde auch das Kloster Waldsassen aufgelöst und sein Besitz dem Staat übertragen. Das Gebiet, das sich der Staat Bayern aneignete, umfasste neben der Stadt Tirschenreuth sechs Marktgemeinden sowie 129 Dörfer und 43 Weiler und Einöden. Die Stadt gehörte von nun an wieder dem Kurfürstentum Bayern, das 1806 im Königreich Bayern aufging, und war nicht mehr geistlicher Herrschaft unterstellt.
Nachdem der Klosterbesitz aufgelöst worden war, bot der Staat die beiden Stadtteiche zum Verkauf an. Den Bewohnern der Stadt schien es das Beste, die beiden Teiche trockenzulegen und als landwirtschaftliche Fläche zu nutzen. So wurden die beiden großen Stadtteiche 1808 abgelassen.

### Industrialisierung und Stadterweiterung

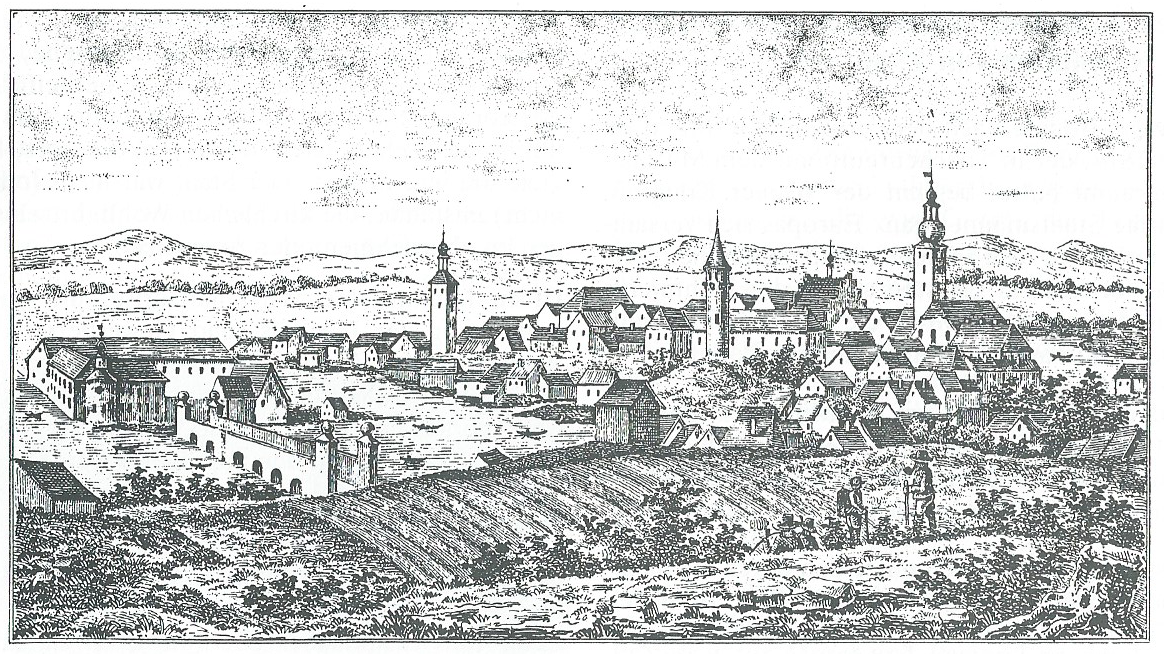
Ansicht Tirschenreuths vor…
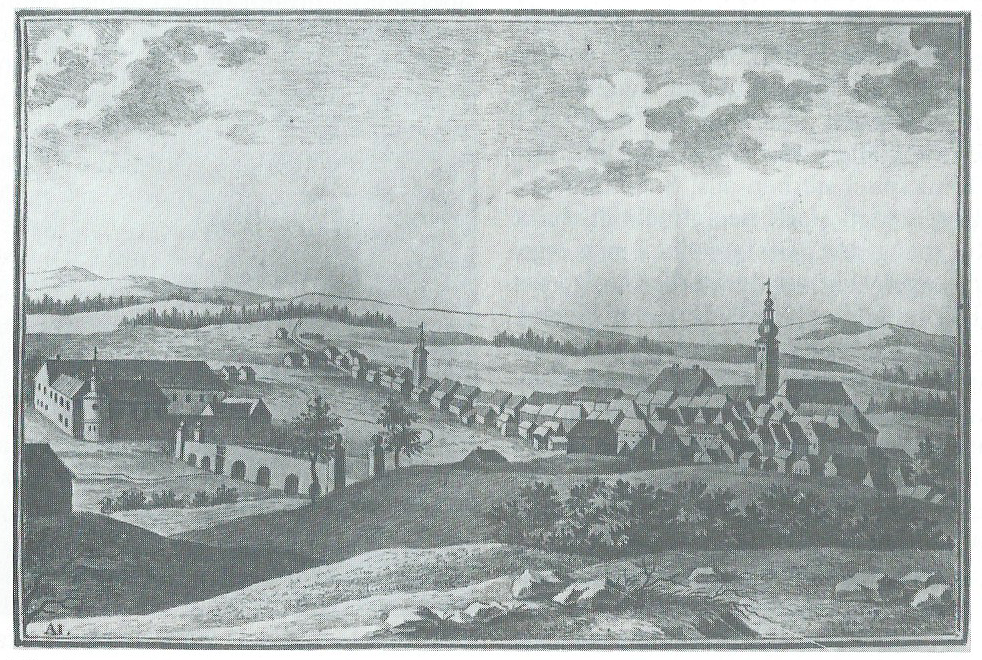
…und nach dem Stadtbrand

Am 30. Juli des Jahres 1814 ereignete sich der große Stadtbrand von Tirschenreuth, bei dem die Stadt binnen weniger Stunden beinahe vollständig zerstört wurde. Lediglich der Pfarrhof und drei benachbarte kleine Häuser überstanden den Brand nahezu unversehrt. Der Brandkatastrophe folgten in den nächsten Jahren Teuerung und Hungersnot. In der Zeit des Biedermeiers und auch in den darauffolgenden Jahren blieb Tirschenreuth von Konflikten oder Kriegslasten verschont, die Bevölkerung lebte in einfachen Verhältnissen, war zufrieden und feierte Feste.
Die Industrialisierung in Tirschenreuth begann in den 1830er Jahren mit der Entdeckung von Kaolin in der Nähe von Wondreb, was den Geschäftsmann Heinrich Eichhorn veranlasste, bei der Stadt und dem Landgericht die Errichtung einer Porzellanfabrik zu beantragen. Nach langwierigen Verhandlungen und dem Widerstand der Bevölkerung gegen das Projekt wurde ihm 1838 die Genehmigung erteilt. An der neuen Straße nach Mitterteich wurde das Fabrikgebäude errichtet, das 1847 mit einem weiteren Brennofen erweitert wurde. Der Betrieb wurde 1927 von der Lorenz Hutschenreuther AG übernommen. Er verfügte in seiner Blütezeit über acht Brennöfen und beschäftigte mehr als 1000 Personen.
In den 1860er Jahren erreichte die Eisenbahn das Stiftland mit der Eröffnung der Bahnstrecke von Wiesau über Mitterteich nach Eger in den Jahren 1864 und 1865. Damals wurde Tirschenreuth durch einen Bogen über Wiesau umgangen. Die AG der bayerischen Ostbahnen schloss Tirschenreuth erst 1872 an das Eisenbahnnetz an, indem eine Lokalbahnstrecke von Wiesau nach Tirschenreuth abzweigte, die 1903 bis Bärnau fortgesetzt wurde.
Mit der Anbindung an das Eisenbahnnetz siedelten sich auch die ersten größeren Industriebetriebe an. Im Jahr 1886 wurde das Dampfsägewerk Hübel & Platzer in der Mitterteicher Straße neben dem zukünftigen Bahnhof der Stadt gegründet. Die Brüder Anton und Franz Hamm legten 1878 mit einem kleinen Schlosserbetrieb den Grundstein für die heutige Hamm AG. Zuerst führten sie nur Bauschlosserarbeiten aus, bevor sie zur Herstellung von landwirtschaftlichen Maschinen und Fahrgestellen für Benzinmotoren übergingen. Ein weiterer bedeutender Betrieb wurde Anfang der 1890er Jahre mit der Glasfabrik Bloch & Arnstein gegründet.
Im Sommer 1864 (oder 1865) rasteten König Friedrich Wilhelm von Preußen und Otto von Bismarck im Gasthof zur Post, bevor sie nach Regensburg weiterreisten.

## Zwischen dem Ersten und dem Zweiten Weltkrieg

### Erster Weltkrieg
Nach dem Ausbruch des Ersten Weltkrieges 1914 wurden in Tirschenreuth erste Bürgerwachen organisiert, um die öffentliche Sicherheit zu gewährleisten. Beim Torwart, in der Mitterteicher Straße und beim städtischen Freibad in der Mähringer Straße wurden Fahrzeuge durch die Polizei kontrolliert. Für verwundete Soldaten wurden im alten Bezirksamt und im alten Krankenhaus Lazarette eingerichtet. Aufgrund der extrem hohen Inflation im gesamten Reich wurde am 9. Februar 1915 ein sogenanntes Einheitsbrot eingeführt, kurz darauf folgten im März Brotmarken. Weitere Lebensmittelmarken wurden im Mai 1916 für Fleisch und Zucker und später auch für Fett und Eier ausgegeben.
Für die Herstellung neuen Kriegsgerätes wurden 1916 in Tirschenreuth Kupfer- und Messinggeräte, Zinndeckel und Orgelpfeifen und am 1. März 1917 Glocken und schließlich auch Tischwäsche aus Gasthäusern und Fenstervorhänge von öffentlichen Gebäuden beschlagnahmt. Die Stadtpfarrkirche musste im Krieg zwei ihrer Glocken zum Einschmelzen abgeben.
Als am 7. November 1918 revolutionäre Kräfte im Zuge der Novemberrevolution unter Führung von Kurt Eisner von der USPD die Wittelsbacher-Monarchie stürzten, wurde Bayern zum Freistaat erklärt. Nur wenige Tage später kam Eisner nach Tirschenreuth und hielt vom Erkerfenster des Rathauses eine politische Ansprache an die Bevölkerung. In den Jahren 1914 bis 1918 fielen insgesamt 186 Tirschenreuther im Krieg.

### Zeit der Weimarer Republik

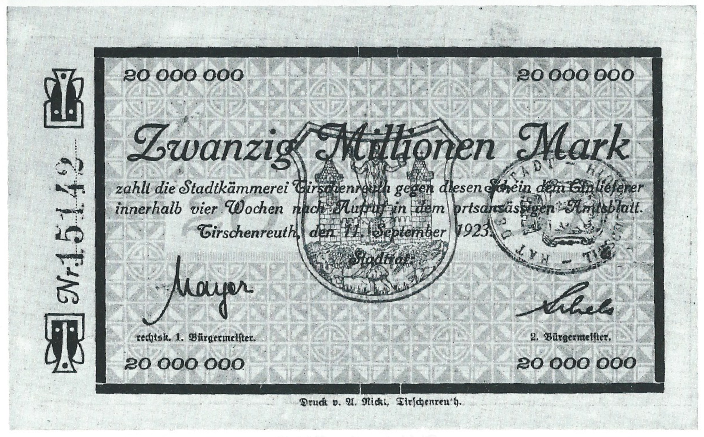
Notgeld über 20 Millionen Mark der Stadt Tirschenreuth aus dem Jahr 1923

Nach Kriegsende waren in Tirschenreuth wie in anderen Grenzorten Grenzschutztruppen stationiert, weil man dem neuen Nachbarn Tschechoslowakei nicht traute. Auch eine neue Einwohnerwehr wurde 1919 auf ministerielle Anordnung unter der Führung des Bürgermeisters Heinrich Mayer gegründet. In der Inflation, die das Land fest im Griff hatte, nicht gab die Reichsbank Geldscheine mit immer höheren Werten heraus. Auch die Stadt Tirschenreuth sah sich gezwungen, eigenes Notgeld in zwölf Serien zu Werten von 500.000 bis zu einer Billion Mark herauszugeben. Zur Bekämpfung der Wohnungsnot schuf die Stadt mit Landesdarlehen und der Hilfe von Bauverein, Siedlungsbank und Privatpersonen bis 1919 insgesamt 205 Wohnungen.
In den Jahren von 1920 bis 1930 wurden außerhalb der Altstadt mehr neue Gebäude errichtet als in mehreren hundert Jahren vorher. So entstanden 1918 das Bezirksamt (heute Landratsamt), 1923 das Postamt in der Bahnhofstraße, 1925 das Missionshaus St. Peter samt Gymnasium im Norden der Stadt, das Gebäude der AOK und 1929 die Landwirtschaftsschule (heute Teil des Landratsamtes). Andererseits siedelten sich in Tirschenreuth wegen der Nähe zur Staatsgrenze keine größeren Betriebe mehr an. Mitte der 1920er Jahre nahm die Post auf der Strecke Tirschenreuth – Neustadt den Kraftwagenverkehr auf, 1925 kam die Verbindung Tirschenreuth – Falkenberg – Wiesau – Fuchsmühl hinzu und 1926 wurde der Verkehr zwischen Beidl und Wondreb über Tirschenreuth aufgenommen und die schon bestehende Linie nach Mitterteich bis nach Marktredwitz verlängert.
Auch in Tirschenreuth spürte man die Auswirkungen der Wirtschaftskrise Ende der 1920er Jahre. Rund zehn Prozent der Bevölkerung waren auf Fürsorge angewiesen; die Stadt musste fast 100.000 Reichsmark dafür aufbringen, rund ein Fünftel des gesamten Stadthaushaltes. Um den hohen Ausgaben entgegenzuwirken, wurden die Steuern Ende 1930 teilweise bis zu 100 Prozent erhöht; außerdem wurden neue Abgaben wie die Biersteuer, eine Getränkesteuer und eine Wohnungsluxussteuer eingeführt. Der Stadtrat untersagte im März 1930 die Einbürgerung von Ausländern, hauptsächlich Arbeitssuchenden aus dem benachbarten Böhmen. Um eine Hungersnot zu verhindern, verteilte die Stadt kostenlos Kartoffeln und Brennmaterial; die meisten städtischen Projekte, wie der Bau von Wohnhäusern oder eines Gefängnisses mussten gestoppt werden.

### Nationalsozialismus
Gegen Ende der Weimarer Republik radikalisierte sich auch die politische Landschaft in Tirschenreuth. So konnte die Nationalsozialistische Deutsche Arbeiterpartei (NSDAP) von 1928 bis 1932 ihre Stimmen fast verfünffachen, die Bayerische Volkspartei (BVP) aber dennoch als stärkste Partei nicht ablösen. Nach den großen Erfolgen der NSDAP bei der Reichstagswahl 1933 hielten die Nationalsozialisten auch bald in Tirschenreuth Einzug und so wurde bereits am 10. März des Jahres die Hakenkreuzfahne am Rathaus gehisst. Am 26. April trat ohne vorherige Wahl ein neuer Stadtrat zusammen, dem neben dem NSDAP-Ortsvorsitzendern Gustav Mayer noch vier weitere neue Mitglieder angehörten; fünf bisherige Mitglieder waren nicht mehr im Rat vertreten. Nach dem Austritt der Stadtratsmitglieder der SPD und der BVP Anfang Juli 1933 bestand dieser dann vollständig aus Nationalsozialisten mit Ausnahme des ersten Bürgermeisters. Im November versuchte der Stadtrat den Bürgermeister wegen nicht näher erläuterten Unehrlichkeiten in Abwesenheit seines Amtes zu entheben, was jedoch scheiterte. Bürgermeister Heinrich Mayer schied erst 1938 aus gesundheitlichen Gründen aus dem Amt, das anschließend von der NSDAP übernommen wurde.
Im Rahmen des Wohnungsbauprogramms „Reichskleinsiedlungen“ wurde der Bau von Wohnungen fortgesetzt. So entstanden auf dem Ziegelanger in den Jahren 1932 und 1933 insgesamt 26 Siederstellen. Da einige Jahre später dort nicht mehr genügend Platz vorhanden war, wurde ein Teil der neuen Siedlungen im Neulerchenfeld und an der Parkstraße (heute Franz-Heldmann-Straße) errichtet.
Während der Novemberpogrome 1938 wurden Geschäfte und Wohnungen jüdischer Geschäftsleute in Tirschenreuth verwüstet. Am 10. November 1938 versammelten sich rund 100 Personen auf dem Marktplatz, die vom Ortsgruppenleiter Mayer aufgefordert wurden, jüdische Geschäfte zu zerstören. Hierauf zog der Mob zu den drei Geschäften in Tirschenreuth, die von jüdischen Familien geführt wurden, warfen Fensterscheiben ein und zerstörten Inventar.

### Der Zweite Weltkrieg

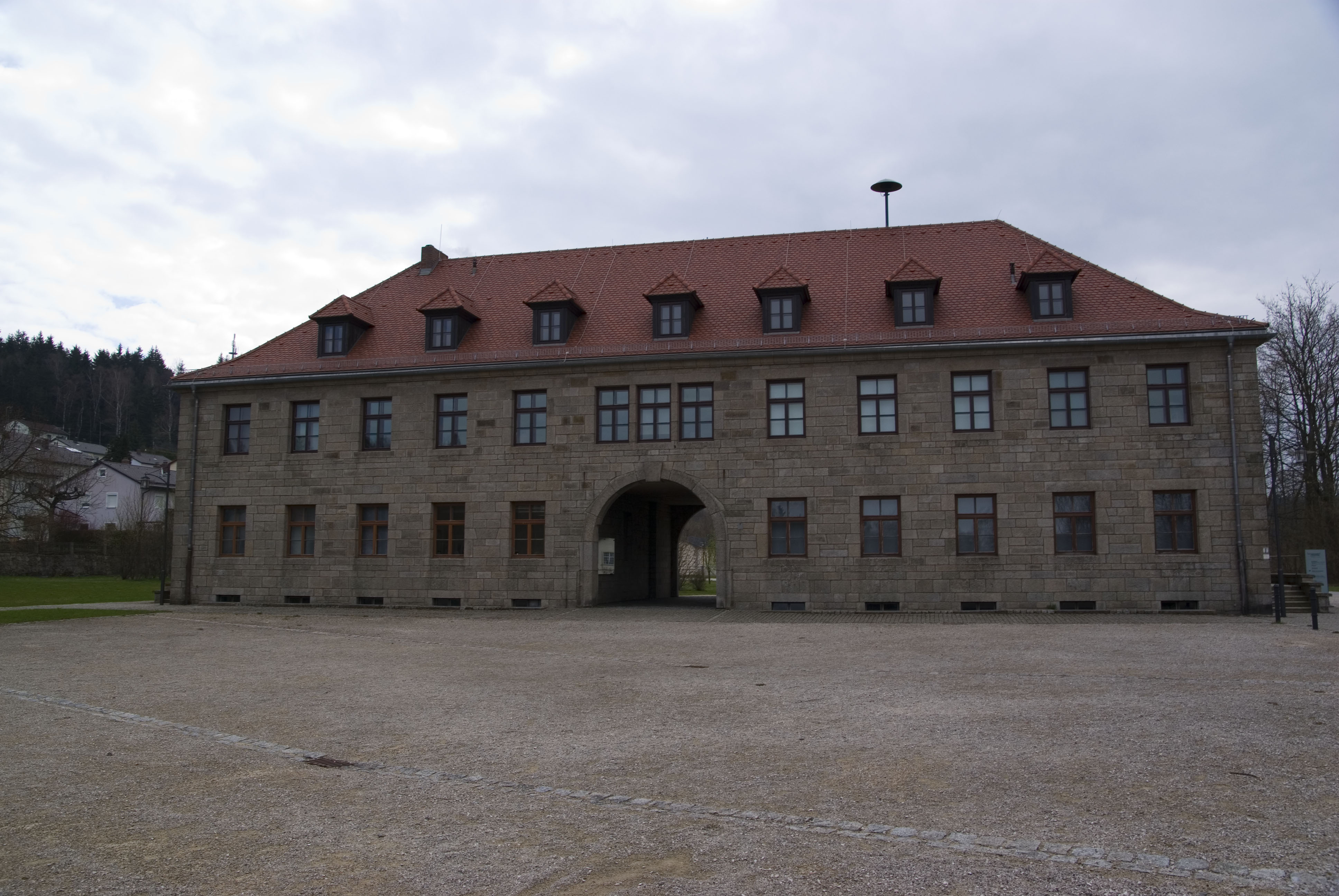
Im nicht weit entfernten Konzentrationslager Flossenbürg waren zwischen 1938 und 1945 mindestens 85.000 Menschen interniert

Mit dem Einmarsch deutscher Truppen in die benachbarte Tschechoslowakei im März 1939 verschlechterte sich auch die Situation in Tirschenreuth. Alle Kraftfahrzeuge, die nicht zur städtischen Versorgung benötigt wurden, mussten ebenso wie die Pferde abgegeben werden. Lebensmittel wurden rationiert und Lebensmittelmarken eingeführt. Schätzungen zufolge kamen rund 250 Tirschenreuther, die zur Wehrmacht eingezogen worden waren, nicht mehr aus dem Krieg zurück.
Von Kriegszerstörungen blieb Tirschenreuth verschont. Im Dezember 1944 explodierten lediglich einige Fliegerbomben in der Nähe der Ortschaft Rothenbürg, die aber keinen Schaden anrichteten. In den letzten Kriegsjahren trafen immer mehr Kriegsflüchtlinge ein, die in städtischen Einrichtungen und Lazaretten untergebracht und versorgt wurden. Gegen Ende des Jahres 1944 bekamen die Bürger zum ersten Mal KZ-Häftlinge zu sehen, als in der Nähe von Bayreuth ein Zug mit Häftlingen entgleiste, die ins Konzentrationslager Flossenbürg gebracht werden sollten. Von der SA wurden sie nach Tirschenreuth getrieben und von dort nach Flossenbürg gebracht.
Im April 1945 rückten die Alliierten in das Stiftland vor und nahmen zuerst Konnersreuth unter Beschuss, in dem Einheiten der Wehrmacht und der SS stationiert waren. Am Abend des 20. April 1945 wurde beschlossen, den vorrückenden Amerikanern keinen Widerstand zu leisten. So wurde der städtische Volkssturm aufgelöst, die Panzersperren wurden beseitigt und sämtliche Waffen eingesammelt. Kurz vor dem Eintreffen der amerikanischen Besatzer am 21. April wies der Standortälteste Tirschenreuth ohne Wissen des Oberkommandos der Wehrmacht in Bayreuth als Lazarettstadt aus und signalisierte so, dass in der Stadt keine Waffen gelagert waren. Am 21. April 1945, kurz nach 16 Uhr 30, wurde die Stadt ohne Kampfhandlungen von amerikanischen Truppen besetzt.

## Seit dem Zweiten Weltkrieg

### Nachkriegszeit bis in die 1980er Jahre

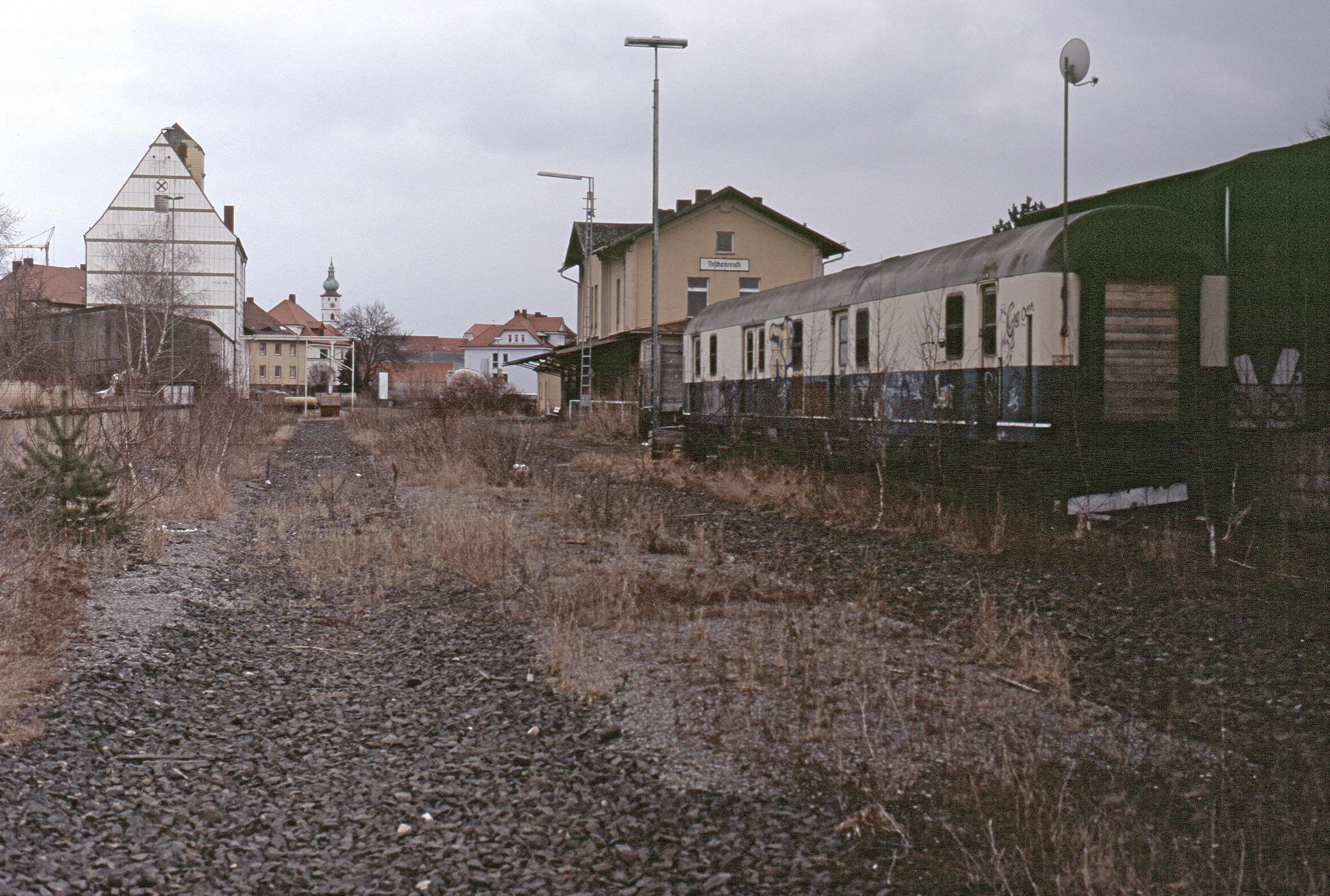
Nachdem der Bahnverkehr in Tirschenreuth 1989 eingestellt worden war, stand der Bahnhof lange Zeit leer und wurde schließlich abgerissen

Wegen der wachsenden Bevölkerungszahl während des Zweiten Weltkriegs und danach wurde das Krankenhaus der Stadt zu klein, die räumlichen und hygienischen Bedingungen waren nicht mehr tragbar. Deshalb beschloss der Kreisrat am 7. August 1951 den Neubau des Kreiskrankenhauses in der Sankt-Peter-Straße. Der Betrieb in dem 140 Betten umfassenden Haus wurde bereits 1953 aufgenommen. Im Jahr 1955 wurde im alten Krankenhausgebäude mit der städtischen Realschule die erste höhere Bildungseinrichtung Tirschenreuths gegründet. In den 1960er Jahren ging aus der Schule das Stiftland-Gymnasium hervor.
Mit der bayerischen Gebietsreform 1978 wurde der Raum Tirschenreuth erneut verwaltungstechnisch geordnet. Ziel der Gebietsreform war die Senkung der Zahl von Kleinstgemeinden und die Schaffung von großflächigeren und leistungsstärkeren Gemeinden. Rund um Tirschenreuth gab es drei Orte, die mit Wirkung vom 1. Januar und weitere 16 Orte, die am 1. Juli eingemeindet wurden. Dies brachte auch eine enorme Zunahme der Einwohnerzahl mit sich. Am 1. Januar 1983 folgte die bisher letzte Eingliederung, aus dem Markt Plößberg kam Mooslohe zur Stadt Tirschenreuth.
In den 1950er Jahren hatte der Bahnverkehr in Tirschenreuth seinen Höhepunkt. Seitdem nahm die Auslastung des Verkehrs auf der Strecke zwischen Wiesau und Bärnau stetig ab. So wurde am 28. Februar 1975 der Personenverkehr zwischen Tirschenreuth und Bärnau eingestellt; die Schließung der Strecke zwischen Wiesau und Tirschenreuth folgte am 22. September 1989 mit der letzten Fahrt eines VT 98. Seitdem ist Tirschenreuth eine der wenigen bayerischen Kreisstädte ohne Bahnanschluss. Die Gleise auf der ehemaligen Bahnstrecke zwischen Wiesau und Bärnau wurden komplett abmontiert; auf der Strecke wurde ein Fahrradweg eingerichtet.

### Gegenwart
In den 1990er Jahren musste Tirschenreuth einen erheblichen wirtschaftlichen Rückschlag verkraften. 1994 gab die Lorenz Hutschenreuther AG, einer der größten Arbeitgeber der Stadt, die Porzellanfabrik in der Bahnhofstraße auf; die endgültige Schließung des Betriebes folgte im Jahr darauf. Nach über 150 Jahren der Porzellanherstellung, durch die die Stadt Tirschenreuth bekannt geworden ist, endete damit das traditionsreiche Handwerk. Nach einem Brand in dem leerstehenden Fabrikgebäude wurde es vollständig abgerissen und auf dem Gelände ein Einkaufszentrum errichtet.

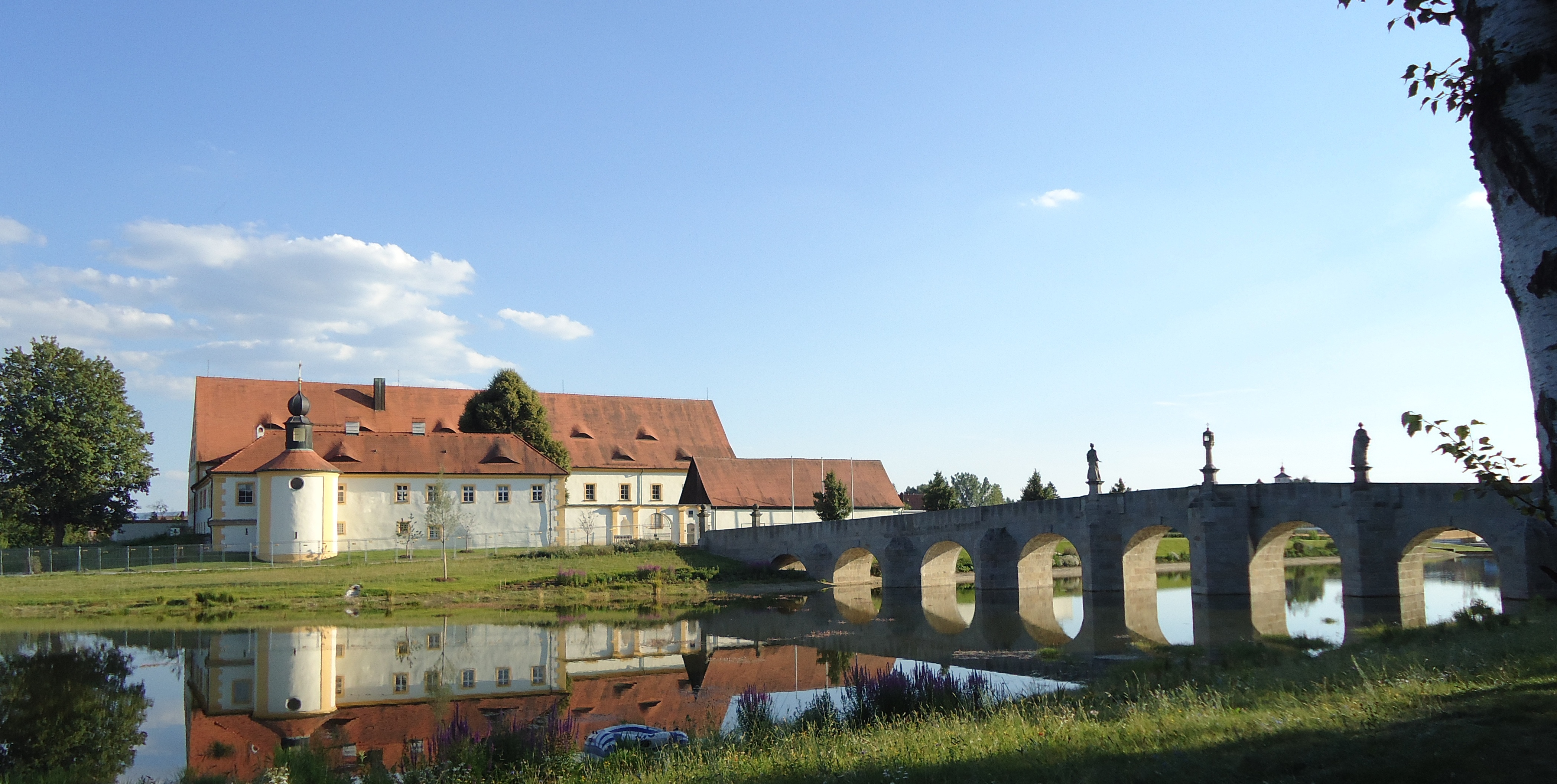
Nach fast 200 Jahren auf trockenem Boden befindet sich die Fischhofbrücke wieder im Wasser

2004 wurde Tirschenreuth in das Förderprogramm Stadtumbau West des Bundesministerium für Verkehr, Bau und Stadtentwicklung aufgenommen und hat seitdem mehrere städtische Umbauprojekte durchgeführt. Das bisher größte Projekt war die Neugestaltung des gut 10.000 Quadratmeter großen Marktplatzes, in das die Stadt zwischen 2007 und 2009 rund 4,5 Millionen Euro investierte. Da die Neugestaltung in der Bevölkerung umstritten war, brachte erst ein Bürgerentscheid die endgültige Entscheidung für den Umbau des Platzes. 2010 begann am Marktplatz die Sanierung von vier teilweise leerstehenden Wohn- und Geschäftshäusern am sogenannten Haimerlareal.
Nachdem sich Tirschenreuth bereits vergeblich um die Landesgartenschau 2007 beworben hatte, erhielt die Stadt den Zuschlag für die kleine Landesgartenschau 2013, die von Mai bis August 2013 stattfand. Kernstück war der teilweise wieder angelegte und rund sechs Hektar große Stadtteich. Seit der Flutung der Flächen des Stadtteiches steht die Fischhofbrücke nach über 200 Jahren wieder im Wasser und überquert nicht mehr wie bisher eine Wiese. Rund um den Teich entstanden Grünflächen; für den Bau eines Hotels und eines Restaurants wurden die Gebäude der ehemaligen Brauerei Schels abgerissen.

## Entwicklung des Ortsnamens
Bei dem Namen Tirschenreuth handelt es sich um einen Rodungsnamen mit dem Grundwort -reute (-reuth), Mittelhochdeutsch -riute, das heißt durch Rodung urbar gemachtes Land. Der erste Teil des Ortsnamens ist wahrscheinlich auf einen Mann namens Turso zurückzuführen, der die Fläche für die neue Siedlung gerodet hatte. Der Stadtname wurde im Laufe der Jahrhunderte vielmals abgewandelt:
| Jahr              | 1140       | 1210       | 1217       | 1218       | 1219       | 1224       | 1275       | 1341        | 1412        | 1459       | 1716          |
| Namensentwicklung | dursinrute | tursinruth | tursinruit | tursinruth | tursenruth | Tursenreut | Türsenreut | Türssenreut | Türssenreut | Türsenreut | Dirschenreuth |

## Eingemeindungen
1971 wurden die Ortschaften Hohenwald, Sägmühle und Ziegelhütte eingemeindet. Ein Jahr danach folgten Lengenfeld bei Tirschenreuth, Haid, Pilmersreuth an der Straße, Rothenbürg und Tröglersreuth. Die einschneidendste Änderung brachte die Gebietsreform des Landes Bayern im Jahr 1978, in deren Folge am 1. Januar 1978 Großklenau, Kleinklenau und Höfen und am 1. Mai Matzersreuth, Brunn, Gebhardshöhe, Gründlbach, Kleinkonreuth, Lohnsitz, Marchaney, Zeidlweid, Wondreb, Haidhof, Hendelmühle und Holzmühle, Pilmersreuth am Wald und die Ortschaften Wondrebhammer, Lodermühl und Rosall eingegliedert wurden.  Am 1. Januar 1983 folgte die bisher letzte Eingliederung, aus dem Markt Plößberg kam Mooslohe zur Stadt Tirschenreuth.